# Olette (kanton)
Olette var en fransk kanton indtil 2015 beliggende i departementet Pyrénées-Orientales i regionen Languedoc-Roussillon. Kantonen blev nedlagt i forbindelse med en reform, der reducerede antallet af kantoner i Frankrig. Hovedparten af kommunerne indgår i den nye kanton Les Pyrénées catalanes.
Olette bestod af 15 kommuner :
- Sahorre
- Olette (hovedby)
- Serdinya
- Nyer
- Py
- Escaro
- Canaveilles
- Ayguatébia-Talau
- Jujols
- Thuès-Entre-Valls
- Souanyas
- Mantet
- Railleu
- Oreilla
- Sansa